# Französische Badmintonmeisterschaft 1966
Die Französische Badmintonmeisterschaft 1966 fand in Paris statt. Es war die 17. Austragung der nationalen Titelkämpfe im Badminton in Frankreich.

## Titelträger
| Disziplin    | Sieger                           |
| ------------ | -------------------------------- |
| Herreneinzel | Christian Badou                  |
| Dameneinzel  | Martine Villermé                 |
| Herrendoppel | Gérard Vallet Yves Corbel        |
| Damendoppel  | Mireille Laurent Jeannie Mathieu |
| Mixed        | Gérard Vallet Annie Vallet       |